# Torneo Relámpago
Torneo Relampago es el nombre que se le da a un torneo realizado en un solo día o máximo tres, con pocos equipos y un cuadro posible de realizarse en cuestión de horas. Generalmente consta de eliminación directa hasta llegar a un finalista.
El Torneo Relámpago de Fútbol fue la denominación que recibió una competencia entre clubes de fútbol de Paraguay. Organizado con interrupciones por la Liga Paraguaya de Fútbol. En donde habitualmente intervenían todos los equipos de Primera División, su sistema de competición era por eliminación directa.
Durante el año 1950 se puso en juego en uno de dichos torneos la "Copa Perú", donada por el embajador de este país en el Paraguay. La conquistó Cerro Porteño al batir en el partido final a Sol de América.
Con motivo del 1 de mayo de 1951 la  Liga Paraguaya de Fútbol organizó otro torneo de la misma naturaleza, esta vez denominado "Copa Simón Bolívar", donado por el embajador de Colombia en el Paraguay.
Participaron los 11 clubes de  Primera División, a saber: Cerro Porteño, Olimpia, Sol de América, Sportivo Luqueño, Presidente Hayes, Libertad,  San Lorenzo, Nacional, River Plate, Guaraní y Sport Colombia. Los que animaron breves partidos de 20 minutos de juego, computándose goles y tiros de esquina para su definición.
En esta ocasión el campeón fue Sol de América al ganar en su décimo partido a Presidente Hayes.

## Palmarés
| Año  | Campeón        | Subcampeón       | Denominación       |
| ---- | -------------- | ---------------- | ------------------ |
| 1950 | Cerro Porteño  | Sol de América   | Copa Perú          |
| 1951 | Sol de América | Presidente Hayes | Copa Simón Bolívar |